# Вавилонский календарь
Вавило́нский календа́рь — лунно-солнечный календарь, использовавшийся в Месопотамии в XVIII веке до н. э. — I веке. Возник на базе ниппурского календаря при царях I Вавилонской (аморейской) династии. Состоял из 12 месяцев (и одного добавочного), Новый год приходился на март-апрель.
Не позднее периода Нововавилонского царства (626—539 годы до н. э.) в вавилонском календаре появилась «астрологическая» неделя, заимствованная впоследствии многими современными народами. Вавилонские названия месяцев унаследованы рядом ближневосточных календарей, прежде всего еврейским.

## История
В начале 2-го тыс. до н. э. наиболее популярным календарём в Месопотамии являлся шумерский календарь из города Ниппур. Так, он был признан официальным в государстве Исин (2017—1794 годы до н. э.), образовавшемся на юге региона после гибели III династии Ура.
Однако вторгшиеся в Месопотамию западно-семитские племена амореев создали кратковременную моду на собственные локальные календари. По сведениям В. В. Емельянова, господство аморейских календарей приходится главным образом на XVIII век до н. э. Затем происходит восстановление статуса ниппурского календаря. Согласно одной версии, это сделал известный реформатор, представитель I Вавилонской (аморейской) династии царь Хаммурапи (ок. 1793—1750 годов до н. э.). Согласно другой — его сын, царь Самсу-илуна (ок. 1750—1712 годов до н. э.). В то же время восстановленный ниппурский календарь уже мог быть смешанным — вероятно, шумерские названия месяцев были заменены в нём на семитские.
Около 1100 года до н. э. Вавилонское царство было завоёвано Ассирией, и вавилонский календарь был принят ассирийцами. В 539 году до н. э. Вавилон вошёл в состав государства Ахеменидов, после чего вавилонский календарь стал использоваться в делопроизводстве государственных канцелярий (до Ксеркса I персидские цари лояльно относились к вавилонским традициям). Правда, при этом сохранились и другие календари, местные; например, древнеперсидский.
После завоевания Персии македонцами в Месопотамию был перенесён древнемакедонский календарь. При этом он был полностью синхронизирован с вавилонским: из последнего были заимствованы правила интеркаляции и, соответственно, даты начала македонских месяцев приведены в соответствие с вавилонскими месяцами. В то же время македонский календарь сохранил собственные названия месяцев (упрощённо говоря, месяц нисану стал называться артемисием) и время Нового года (осеннее равноденствие). Данные изменения произошли ещё до смерти Александра Македонского (323 год до н. э.) и устояли в период Государства Селевкидов. В эту эпоху можно встретить двойные датировки (по македонским и вавилонским месяцам); считается, что македонский календарь применялся в суде и греческих поселениях. После завоевания Месопотамии царём Митридатом I в 141 году до н. э. она вошла в состав Парфянского царства. Парфяне приняли на вооружение македонский календарь, в том числе названия месяцев. Правда, исследователи встречают в записях астрономов случаи употребления вавилонских месяцев и позже, вплоть до 75 года. Это объясняется тем, что астрономы составляли свои планетные таблицы на большой период вперёд.

## Структура календаря

### Сутки
В вавилонском календаре сутки начинались с вечера, после захода солнца. Разделялись они двумя способами — народным и астрономическим. В народном методе день и ночь подразделялись на три «стражи». В то время как у астрономов принято было делить сутки сначала на 12 сдвоенных часов (bēru или мили), затем каждый час делился на 30 USH (градусов времени) продолжительностью по 4 минуты.

### Неделя
Дискуссионным является вопрос о том, имелось ли уже в Вавилонии понятие семидневной недели. И. М. Дьяконов настаивал на том, что недель в вавилонском календаре не было. По его мнению, вавилоняне знали только «счастливые» и «неудачные» для каких-либо начинаний дни, а уже из этого мог произойти еврейский обычай избегать работы в шаббат (седьмой день недели). Н. И. Идельсон тоже считал родоначальницей недели Иудею, а не Вавилон; И. И. Бикерман полагал, что происхождение семиричной единицы измерения времени неизвестно.
В то же время упоминания семидневного периода часто встречаются в вавилонских и даже шумерских текстах. Сторонники вавилонского происхождения недели объясняют её возникновение особенностями календаря, ориентированного на синодический (лунный) месяц: продолжительность такого месяца составляет 29,5 суток, при этом лунный диск видно на небе только 28 суток. Таким образом, месяц может быть разбит на четыре отрезка длительностью по 7 дней, что соответствует количеству и длительности фаз Луны — новолуния, первой четверти, полнолуния и последней четверти.

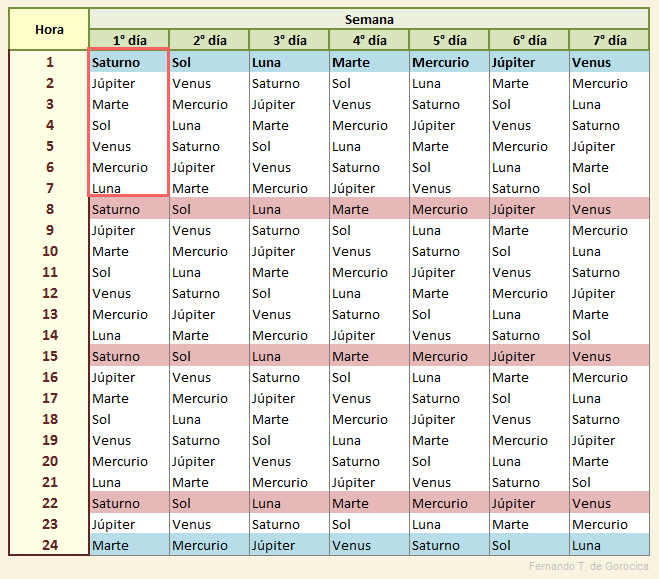
Роспись часов по «планетам»-покровителям.

Дополнительным аргументом в пользу существования недели в Вавилонии выступает астрология. Количество дней недели соответствует 7 видимым с Земли невооружённым глазом «планетам». Именно это число планет было известно вавилонянам (халдейский ряд), и как раз вавилоняне создали обычай называть дни недели в честь планет. Данный обычай возник благодаря тому, что астрологи посвящали каждый час в сутках какой-то планете. Счёт вёлся с первого часа субботы, который находился под управлением планеты Сатурн, поэтому суббота получила название «дня Сатурна». Второй час субботы посвящался Юпитеру, третий — Марсу и т. д. Первый час воскресенья выпадал на Солнце, первый час третьего дня — на Луну, четвёртого — на Марс, пятого — на Меркурий, шестого — на Юпитер, седьмого — на Венеру.
Посвящение отрезков времени каким-то небесным телам имеет смысл только в случае обожествления последних. Например, планета Юпитер обязана своим современным названием тому, что верховный римский бог был соотнесён с главой вавилонского пантеона Мардуком. Хотя планета Юпитер и была посвящена в Вавилонии богу Мардуку, она имела при этом научное название Мулу-баббар. Таким образом, «астрологическая» неделя не могла возникнуть раньше, чем появились божественные имена светил. При этом все исследователи считают, что обычай соотносить названия планет с богами возник именно в Вавилонии. Б. Ван дер Варден связывает возникновение этого обычая с комплексом религиозных идей периода Нововавилонского царства (626—539 годы до н. э.).

### Месяцы
Подобно многим древним народам Старого света, вавилоняне отсчитывали месяц с новолуния. Месяцы всегда начинались вечером с первым появлением лунного серпа. Год состоял из 12 месяцев:
| Номер | Название месяца | Число дней | Значение                                                                                     | Григорианский календарь |
| ----- | --------------- | ---------- | -------------------------------------------------------------------------------------------- | ----------------------- |
| 1     | Нисану          | 30         | Двигаться, шагать. Возможно смысловое пересечение с шумерским nesag (начало, первая жертва). | Март—апрель             |
| 2     | Айяру           | 29         | Яркий, светлый. Молодой человек.                                                             | Апрель—май              |
| 3     | Симану          | 30         | Подходящий срок для какого-либо дела.                                                        | Май—июнь                |
| 4     | Дуузу           | 29         | Посвящённый Думузи.                                                                          | Июнь—июль               |
| 5     | Абу             | 30         | Враждебный. Отец, заросли тростника.                                                         | Июль—август             |
| 6     | Улулу           | 29         | Очищать (соотносится с очищением Инанны после возвращения из Подземного мира).               | Август—сентябрь         |
| 7     | Ташриту         | 30         | Начало (нового полугодия).                                                                   | Сентябрь—октябрь        |
| 8     | Арахсамна       | 29         | Жаровня.                                                                                     | Октябрь—ноябрь          |
| 9     | Кислиму         | 30         | —                                                                                            | Ноябрь—декабрь          |
| 10    | Тебету          | 29         | Мутный, потопление.                                                                          | Декабрь—январь          |
| 11    | Шабату          | 30         | Разрушение (побивание ветром).                                                               | Январь—февраль          |
| 12    | Аддару          | 29         | Пасмурный, бояться чего-либо.                                                                | Февраль—март            |

Франц Куглер вычислил, что 1-е число месяца нисану (то есть вавилонский Новый год) в среднем соответствует 26 апреля по григорианскому календарю. Его вывод основывался на том, что 26-й день месяца арахсамна 21-го года эры царя Амми-цадуки приходится на 23 января 1971 года до н. э. Однако сейчас считается, что эта дата соответствует 25 декабря 1641 года до н. э. — таким образом, датировка Нового года сдвинулась почти на месяц вперёд. Известно, что при Кире II и после него, в период 538—520 годов до н. э., 1-е число нисану никогда не выпадало ранее 18 марта и позже 12 апреля.

### Тринадцатый месяц
Для синхронизации солнечного и лунного календарных циклов шумеры с 2400 года до н. э. практиковали вставку тринадцатого месяца. Данный обычай унаследовали и вавилоняне. Так, указом Хаммурапи от 1760 года до н. э. между месяцами улулу и ташриту был вставлен дополнительный месяц под названием «второй улулу» продолжительностью 30 дней. Впоследствии помимо «второго улулу» вставлялся также «второй аддару». Между 700 и 500 годами до н. э. дополнительные улулу и аддару встречаются равномерно, после 500 года до н. э. чаще используется «второй аддару».
Долгое время вставки тринадцатого месяца осуществлялись в произвольном порядке. При царе Камбисе II с 527 года до н. э. интеркаляции начали подчиняться 8-летнему циклу, а при царе Дарии I с 503 года до н. э. (и по 75 год н. э., за исключением 385 года до н. э.) — 19-летнему. При этом 1-е число нисану удерживается вблизи весеннего равноденствия. В вавилонских таблицах находятся записи вроде следующей: «если в первый день Нисана Луна в соединении с Плеядами, год простой; если на третий день Нисана Луна в соединении с Плеядами, год полный (13-месячный)». Эта запись нам показывает астрономическую суть механики лунно-солнечного календаря с 19-летним циклом.

## Исчисление эпох

### Астрономические эпохи
Вавилонским астрономам были известны длинные периоды времени. В частности, Ф. Куглер цитирует текст, упоминающий длинные периоды для «планет»: Венера — 6 400 лет, Луна — 684 года, Сатурн — 589 лет, Юпитер — 344 года, Марс — 284 года. В астрологии присутствовало представление о цикличности истории: известный жрец Берос (III век до н. э.) утверждал, что на Земле периодически происходят мировой пожар и всемирный потоп. Для исчисления времени он пользовался такими периодами, как сас (60 лет), нер (600 лет) и сар (3 600 лет). По расчётам Бероса, период от сотворения мира до ближайшей мировой катастрофы составляет 600 сар или 2.160.000 лет.
Именно из идей вавилонских астрологов о цикличности истории возникла древнегреческая концепция Великого года. Интересно также то, что индийские эпохи (юги) кратны периодам Бероса, хотя индусы используют десятичную систему счисления, в отличие от вавилонской шестидесятеричной.

### Официальное летосчисление
Начиная с XXIV века до н. э. и до конца I Вавилонской (аморейской) династии (ок. 1595 года до н. э.) в Месопотамии существовал обычай датировать документы по стандартным формулам, отражающим важнейшее событие текущего или предшествующего года. Таким событием могло быть изготовление статуи царя или избрание жреца.
В более поздний период наблюдается счёт от воцарения правителей: седьмой год Камбиса (523 год до н. э.), 26 год Артаксеркса (379 год до н. э.). Впоследствии он был заменён на эру Селевкидов (начиналась 1 октября 312 года до н. э.).

### Эра Набонасара
Представляет также интерес составленный во II веке Клавдием Птолемеем «Канон Царей», начинающийся с даты восшествия на престол вавилонского царя Набонасара — 27 февраля 747 года до н. э. Данное событие использовалось для исчисления хронологии вплоть до появления эры Диоклетиана (считается с коронации римского императора Диоклетиана 29 августа 284 года), тем самым можно говорить о существовании «эры Набонасара».

## Влияние

### Названия дней недели
Вавилонская «астрологическая» неделя была заимствована на Западе при римском императоре Октавиане Августе. Понедельник был посвящён Луне, вторник Марсу, среда Меркурию, четверг Юпитеру, пятница Венере, суббота Сатурну, воскресенье Солнцу. В 321 году император Константин I Великий постановил сделать «день Солнца» выходным. С некоторыми изменениями система наименования дней недели в честь богов, ассоциируемых с теми или иными небесными телами, принята у многих народов до сих пор:
| День недели | Романские языки                              | Германские языки                            | Хинди                           |
| ----------- | -------------------------------------------- | ------------------------------------------- | ------------------------------- |
| Понедельник | День Луны (фр. Lundi, исп. Lunes)            | День Луны (нем. Montag, англ. Monday)       | День Сомы (Сомвар)              |
| Вторник     | День Марса (фр. Mardi, исп. Martes)          | День Тиу (нем. Dienstag, англ. Tuesday)     | День Мангалы (Мангалвар)        |
| Среда       | День Меркурия (фр. Mercredi, исп. Miércoles) | День Одина (англ. Wednesday)                | День Будхи (Будхавар)           |
| Четверг     | День Йовиса (фр. Jeudi, исп. Jueves)         | День Тора (нем. Donnerstag, англ. Thursday) | День Брихаспати (Брихаспативар) |
| Пятница     | День Венеры (фр. Vendredi, исп. Viernes)     | День Фрейи (нем. Freitag, англ. Friday)     | День Шукры (Шукравар)           |
| Суббота     | —                                            | День Сатурна (англ. Saturday)               | День Шани (Шанивар)             |
| Воскресенье | —                                            | День Солнца (нем. Sonntag, англ. Sunday)    | День Рави (Равивар)             |

### Названия месяцев
Во времена Персидской империи вавилонский календарь распространился далеко за пределы Месопотамии. Так, в Леванте (например, в финикийском Гелиополисе) можно встретить арамейские календари, созданные на основе вавилонского. Отсюда же происходит сирийско-арабский календарь, который в Средние века использовался на Ближнем Востоке наряду с традиционным мусульманским. Наиболее полное заимствование календаря, сохранившееся до наших дней, произошло у евреев. Считается, что оно случилось в период Вавилонского плена (586—539 годы до н. э.). Также вавилонскую календарную традицию унаследовала небольшая община сабиев, проживающая в Ираке.
| Вавилонский календарь | Арамейский календарь (Гелиполис) | Сирийско-арабский календарь | Румийский календарь | Еврейский календарь |
| --------------------- | -------------------------------- | --------------------------- | ------------------- | ------------------- |
| Нисану                | Nisan                            | Nisan                       | Nisan               | Нисан               |
| Айяру                 | Eiar                             | Iyar                        | —                   | Ияр                 |
| Симану                | Ozir                             | Haziran                     | Haziran             | Сиван               |
| Дуузу                 | Thammuz                          | Tammuz                      | Temmuz              | Таммуз              |
| Абу                   | Ab                               | Ab                          | —                   | Ав                  |
| Улулу                 | Ilul                             | Elul                        | Eylül               | Элул                |
| Ташриту               | Ag                               | Tishrei I                   | Teşrin-i Evvel      | Тишрей              |
| Арахсамна             | Thisrin                          | Tishrei II                  | —                   | Хешван (мархешван)  |
| Кислиму               | Gelon                            | Kanun I                     | —                   | Кислев              |
| Тебету                | Chanun                           | Kanun II                    | —                   | Тевет               |
| Шабату                | Sobath                           | Shebat                      | Şubat               | Шват                |
| Аддару                | Adar                             | Adar                        | —                   | Адар                |